# Габат
Габа́т (фр. Gabat) — коммуна во Франции, находится в регионе Новая Аквитания. Департамент — Атлантические Пиренеи. Входит в состав кантона Пеи-де-Бидаш, Амикюз и Остибар. Округ коммуны — Байонна.
Код INSEE коммуны — 64228.

## География

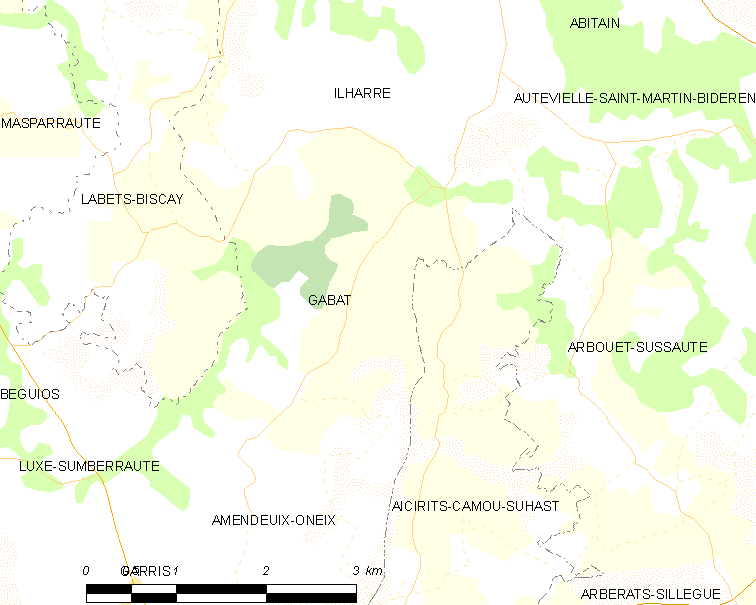
Карта коммуны

Коммуна расположена приблизительно в 670 км к юго-западу от Парижа, в 170 км южнее Бордо, в 55 км к западу от По.
По территории коммуны протекает река Бидуз.

### Климат
Климат тёплый океанический. Зима мягкая, средняя температура января — от +5°С до +13°С, температуры ниже −10 °C бывают редко. Снег выпадает около 15 дней в году с ноября по апрель. Максимальная температура летом порядка 20-30 °C, выше 35 °C бывает очень редко. Количество осадков высокое, порядка 1100 мм в год. Характерна безветренная погода, сильные ветры очень редки.

## Население
Население коммуны на 2010 год составляло 211 человек.
| 1962 | 1968 | 1975 | 1982 | 1990 | 1999 | 2010 |
| ---- | ---- | ---- | ---- | ---- | ---- | ---- |
| 233  | 202  | 199  | 224  | 229  | 215  | 211  |

## Администрация
| Период | Период | Фамилия         | Партия | Примечания |
| ------ | ------ | --------------- | ------ | ---------- |
| 1995   | 2014   | Арно Агер       |        |            |
| 2014   | 2020   | Жан-Луи Пребанд |        |            |

## Экономика
В 2010 году среди 143 человек трудоспособного возраста (15-64 лет) 107 были экономически активными, 36 — неактивными (показатель активности — 74,8 %, в 1999 году было 69,5 %). Из 107 активных жителей работали 101 человек (61 мужчина и 40 женщин), безработных было 6 (1 мужчина и 5 женщин). Среди 36 неактивных 10 человек были учениками или студентами, 14 — пенсионерами, 12 были неактивными по другим причинам.